# ストーム・ソーガソン
ストーム・トーガソン（Storm Thorgerson、1944年2月28日 - 2013年4月18日）は、イングランド出身のアートデザイナー、グラフィックデザイナー。

## 略歴
1944年2月28日、イングランドのミドルセックス州ポッターズ・バー（現ハートフォードシャー州ハーツメア）生まれ。なお、本人の発言によれば、ストーム・トーガソンの表記が正しい。
ケンブリッジの小・中・高校に通う。レスター大学で哲学を学び、王立芸術大学では美術修士号を授与される。
1968年、アート集団「ヒプノシス」を結成し、その中心メンバーとして活動した。
トーガソンは、ピンク・フロイドのシド・バレットと高校の同級生で、互いにアート志向が強かった。ドラッグ・パーティーでともにトリップするなど、かなり前衛的な感覚の持ち主でもあった。また、同バンドのロジャー・ウォーターズとも友人で、一緒にラグビーをする仲だった。
そうした経緯もあり、ピンク・フロイドのアート・ワークを中心にレッド・ツェッペリンやジェネシスなどの新進気鋭のアーティストに作品を提供した。
1983年、ヒプノシス解散後はフリーランスのアート・デザイナーとして活動する。1990年代初頭にはアート集団「StormStudios」を発足させ、多くのアーティストのカヴァー・デザインを手掛けた。
2013年4月、患っていた癌が原因で、逝去。
ヒプノシスでの活動を通し、ロックアーティスト達のカヴァーデザインを手掛けることで、それまで宣伝の傾向が強かったアルバム・カヴァーを、芸術の域にまで高めた功績は大きい。

## カヴァーアート作品一覧

### アルバム・カヴァー
※StormStudios名義も含む
ピンク・フロイド
- 『鬱』 - A Momentary Lapse of Reason (1987年)
- 『光〜PERFECT LIVE!』 - Delicate Sound Of Thunder (1988年)
- 『シャイン・オン』 - Shine on (1992年)
- 『対』 - The Division Bell (1994年)
- 『P.U.L.S.E』 - (1995年)
- 『ピンク・フロイドの道』(リイシュー盤) - Relics (1996年)
- 『ザ・ウォール・ライヴ:アールズ・コート1980-1981』 - Is There Anybody Out There? The Wall Live 1980–81 (2000年)
- 『エコーズ〜啓示』 - Echoes: The Best of Pink Floyd (2001年)
- 『ピンク・フロイド・スタジオ・ワークス』 - Oh, by the Way (2007年)
- 『百花繚乱 〜ベスト・オブ・ピンク・フロイド〜』 - The Best of Pink Floyd: A Foot in the Door (2010年)

※以下アルファベット順
10cc
- 『都市探検』(1983年)
- 『ミラー・ミラー』(1995年)
- 『Tenology』(2012年) - Box set

The Amplifetes
- 『Where is the light』(2013年)

ジ・アンサー
- 『New Horizon』(2013年)

アンスラックス
- 『ストンプ442』(1995年)

ジ・オールマイティー
- 『Just Add Life』(1996年)

アラン・パーソンズ、アラン・パーソンズ・プロジェクト
- 『Ammonia Avenue』(1984年)
- 『Try Anything Once』(1993年)
- 『Alan Parsons Live』(1994年)
- 『The Very Best Live』(1995年)
- 『On Air』(1996年)
- 『The Time Machine』(1999年)
- 『A Valid Path』(2004年)
- 『Eye 2 Eye: Live in Madrid』(2010年)

オーディオスレイヴ
- 『Audioslave』(2002年)

A.P. And The Heath
- 『Bleak Future』(EP)(2013年)

ビー・フォー・バン
- 『Rewires The Beatles』(2010年)

ビッフィ・クライロ
- 『Puzzle』(2007年)
- 『Only Revolutions』(2009年)
- 『Lonely Revolutions』(2010年)
- 『Opposites』(2013年)

Black Forest Fire
- 『Transit Of Venus』(2012年)

De Blanc
- 『De Blanc』(1983年)

Blinker the Star
- 『August Everywhere』(1999年)

ブルース・ディッキンソン
- 『Skunkworks』(1996年)

キャサリン・ホイール
- 『Chrome』(1993年)
- 『Happy Days』(1995年)
- 『Like Cats and Dogs』(1996年)
- 『Adam And Eve』(1997年)
- 『Wishville』(2000年)

The Chakras
- 『Build Me A Swan』(2011年)

クランベリーズ
- 『Bury the Hatchet』(1999年)
- 『Wake Up and Smell the Coffee』(2001年)
- 『Stars: The Best of 1992–2002』(2002年)

ザ・カルト
- 『Electric』(1987年)

Deepest Blue
- 『Late September』(2004年)

デイヴ・ギルモア
- 『狂気のプロフィール』(1984年)

ディスコ・ビスケッツ
- 『Planet Anthem』(2010年)

ドリーム・シアター
- 『A Change of Seasons』(1995年)
- 『Falling into Infinity』(1997年)
- 『Once in a LIVEtime』(1998年)

Ellis, Beggs, & Howard
- 『Homelands』(1989年)

Ethnix
- 『Your Way』(2001年)
- 『13（Home Is Where The Head Is）』(2002年)

ヨーロッパ
- 『Secret Society』(2006年)

Gentlemen Without Weapons
- 『Transmissions』(1988年)

Gladrags
- 『Katia Et Marielle Labèque』(1983年)

goodbyemotel
- 『If』(2014年)

Goose
- 『Synrise』(2010年)

Greg Friedman
- 『Can't Talk Now』(2011年)

Healing Sixes
- 『Enormosound』(2002年)

ハロウィン
- 『ピンク・バブルズ・ゴー・エイプ』(1991年)

イアン・デューリー&ザ・ブロックヘッズ
- 『Mr. Love Pants』(1998年)
- 『Reasons To Be Cheerful』(1999年)

John Leyton
- 『Rarities』(1984年)

ジョン・マクラフリン/アル・ディ・メオラ/パコ・デ・ルシア
- 『Passion, Grace & Fire』(1983年)

カンサス
- 『In the Spirit of Things』(1988年)

Kan Wakan
- 『Moving On』(2014年)

レジャー・クルーズ
- 『Leisure Cruise』(2014年)

Machineri
- 『Machineri』(2012年)

マーズ・ヴォルタ
- 『ディラウズド・イン・ザ・コーマトリアム』(2003年)
- 『フランシス・ザ・ミュート』(2005年)

マイク・オールドフィールド
- 『Earth Moving』(1989年)

Moodswings
- 『Psychedelicatessen』(1997年)

ミューズ
- 『Absolution』(2003年)
- 『Black Holes and Revelations』(2006年)

Nico Constantine
- 『Program The Dead』(2005年)

O.A.R.
- 『Stories of a Stranger』(2005年)

octane ok
- 『Face The Facts』(2013年)

オフスプリング
- 『Splinter』(2003年)

ペンデュラム
- 『Immersion』(2010年)

フィッシュ
- 『Slip Stitch and Pass』(1997年)

The Pineapple Thief
- 『Someone Here Is Missing』(2010年)

The Plea
- 『The Dreamers Stadium』(2012年)

Powderfinger
- 『Golden Rule』(2009年)

リック・ライト
- 『Broken China』(1996年)

レインボー
- 『ストリート・オブ・ドリームス』(1983年)

Rival Sons
- 『Pressure & Time』(2011年)

ロバート・プラント
- 『The Principle of Moments』(1983年)

シュポングル
- 『Ineffable Mysteries from Shpongleland』(2009年)

シド・バレット
- 『幻夢〜オールタイム・ベスト・アルバム』(2010年)

Slow Earth
- 『Latitude and 023』(2013年)

スティクス
- 『Cyclorama』(2003年)

スティーヴ・ミラー・バンド
- 『Bingo!』(2010年)
- 『Let Your Hair Down』(2011年)

Thornley
- 『Come Again』(2004年)
- 『Tiny Pictures』(2009年)

サンダー
- 『Laughing On Judgement Day』(1992年)
- 『Behind Closed Doors』(1995年)

トニー・カレイ
- 『Some Tough City』(1984年)

Tom Stoppard
- 『Darkside』(2013年)

UFO
- 『Making Contact』(1983年)

Umphrey's McGee
- 『Safety In Numbers』(2006年)
- 『The Bottom Half』(2007年)

Villainy
- 『Mode. Set. Clear.』(2012年)

ヴィタリック
- 『Rave Age』(2012年)

Voodoo Highway
- 『Showdown』(2013年)

WAX
- 『American English』(1988年)
- 『A Hundred Thousand in Fresh Notes』(1989年)

Ween
- 『The Mollusk』(1997年)

ザ・ウォンバッツ
- 『This Modern Glitch』(2011年)

Younger Brother
- 『Last Days of Gravity』(2007年)
- 『Vaccine』(2011年)

Yourcodenameis:milo
- 『Ignoto』(2005年)

松任谷由実
- 雪月花 (2003年)

V.A.
- 20 One Hit Wonders Volume II (1983年)
- Headstone: The Best Of UFO (1983年)
- Liverpool 1963-1964 Volume Two (1983年)
- Sixties Lost And Found Volume III (1983年)

### ビデオ・カヴァーデザイン
10cc featuring グレアム・グールドマン&フレンズ
- 『Clever Clogs』(2008年)

クランベリーズ
- 『Beneath the Skin – Live in Paris』(2001年)

ドリーム・シアター
- 『5 Years in a Livetime』(1998年)

デイヴ・ギルモア
- 『David Gilmour in Concert』(2002年)

メガデス
- 『Rude Awakening』(2002年)

ピンク・フロイド
- 『Live At Pompeii - director's cut』(2003年)
- 『驚異』(2006年)

シュポングル
- 『Live In Concert』(2009年)

松任谷由実
- コンパートメント TRAIN OF THOUGHT (1984年, 2002年)

### ブック・カヴァー
ダグラス・アダムズ
- 『The Hitchhiker Trilogy』(2002年)

ニック・メイスン
- 『Inside Out: A Personal History of Pink Floyd』(2004年)

David Redfern
- 『The Unclosed Eye』(1999年)

Phil Taylor
- 『The Black Strat: A History of David Gilmour's Black Fender Stratocaster』(2007年)

Symon Vegro
- 『All That You Touch』(2009年)

John Woods
- 『Compromise』(2007年)

松任谷由実
- The Collar of the Dove -モロッコの夢- (1985年)
- YUMING FANTASY (2012年) - レコードアートBOX